# Bruñido

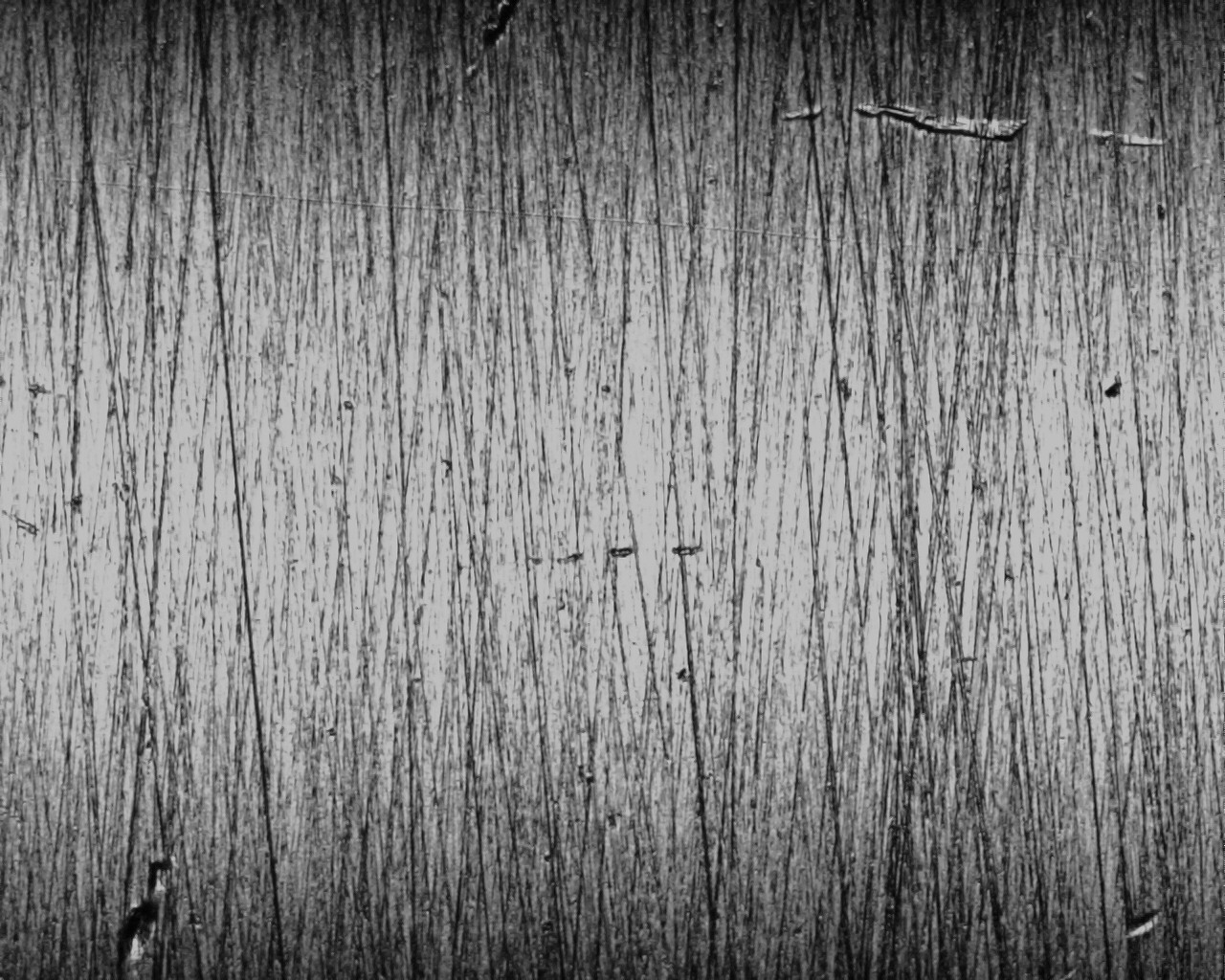
Superficie de una pieza bruñida.

El bruñido es un proceso circular con arranque de viruta duro que se realiza a una pieza rectificada previamente, con el objetivo de elevar la precisión y calidad superficial además de mejorar la macro geometría (cilindrar, plasticidad, redondez,…). Generalmente es utilizado en la mayoría de los casos para rectificar diámetros interiores; este tipo de trabajo consiste en alisar y mejorar la superficie con relieves y/o surcos unidimensionales por medio de piedras. Es muy utilizado en la fabricación de camisas de motores, bielas, diámetros interiores de engranajes, etc. El bruñido es una operación de acabado de la superficie, no una operación de modificación de la geometría en bruto. 
Las herramientas que se utilizan en el bruñido se denominan piedras o barretas abrasivas. El bruñido es un proceso muy utilizado en el acabado de cilindros para motores de combustión interna, bielas, diámetros interiores de engranajes, etc.
Otros procesos similares son el superbruñido y el lapeado.

## Piedras o barretas abrasivas

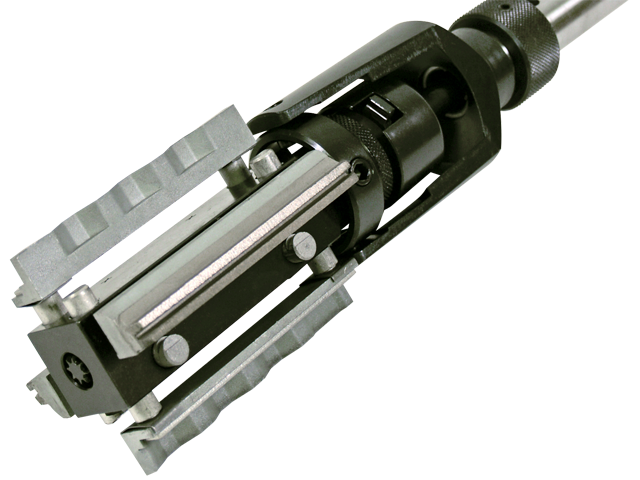
Herramienta para el bruñido de cilindros.

En el bruñido se utiliza una herramienta especial, llamada piedra o barreta abrasiva, para obtener una superficie de precisión y eliminar cualquier marca de rectificado. La piedra o barreta abrasiva va montada en un cabezal expansible con una rotación de izquierda a derecha y un avance con carrera vertical ascendente y descendente igual al largo del material a bruñir. Está compuesta de granos abrasivos y aglomerante.
El tamaño del grano se obtiene por el número de mallas de la criba por pulgada. En el bruñido se utiliza abrasivo fino. Por tanto, el tamaño de grano está entre 80 y 600. Cuanto mayor sea este número, más fino es el grano abrasivo. Además pequeños tamaños de grano producen superficies más lisas en la pieza que se está trabajando.
La elección del material abrasivo depende de las características del material de la pieza. Los materiales abrasivos más utilizados son el corindón o alundum (Al2O3), carburo de silicio o carborundum (CSi), nitruro de boro cúbico y el diamante natural o sinterizado. Para aumentar la rentabilidad y alargar la vida de la herramienta puede ser tratada con cera o azufre, preferiblemente cera por razones medioambientales.
El aglomerante es el encargado de retener el grano de abrasivo en la piedra o barreta hasta que se haya despuntado por el proceso de corte. El aglomerante se desprenderá de estos granos gastados haciendo que aparezcan granos nuevos que están por debajo de los desaparecidos; esto se denomina auto-afilado.
A las barretas bruñidoras se las identifica como forma HON3, donde las medidas están indicadas por las cotas. B= ancho x C=alto x L=largo.
En el bruñido se utilizan aceites para dar una acción de corte más suave y eliminar el material que se haya desprendido. Además hay que tener cuidado con el filtrado de este aceite, ya que si no se realiza adecuadamente las partículas no filtradas pueden producir rayas profundas en la superficie.

## Descripción del proceso
Durante el premecanizado de piezas aparecen fallos que solo se pueden eliminar a través del bruñido. Este proceso de bruñido consiste en nivelar los desniveles (montes y valles) mediante una fricción continua entre las superficies de la pieza de contacto y la piedra de bruñir. Para que el tratamiento de bruñido se realice correctamente debe cumplir las siguientes condiciones:
- Debe existir un  buen acabado superficial en la superficie premaquinada de la pieza a tratar (en torno a 3,2-6,3 µm) y no debe tener desgarraduras, ni estrías, ni presencia de viruta.
- La superficie premaquinada debe estar bien dimensionada. Al bruñir el diámetro se reduce y se debe controlar este factor para obtener la pieza dentro de la tolerancia dimensional. También se debe tener en cuenta el espesor de la pieza a bruñir, ya que la pieza tiene que soportar la fuerza compresiva del bruñido. En el caso de piezas cilíndricas huecas el espesor será superior al 20% del diámetro interior.
- Por último, es necesario utilizar fluidos que actúen como refrigerante, para permitir la transferencia del calor generado, y como lubricantes para disminuir la fricción entre herramienta y pieza. Uno de los factores más importantes para conseguir un buen acabado, junto con la remoción del material durante el proceso de perfeccionar la mano, es el lavado, lubricación y refrigeración suministrada por el aceite de bruñido. Un flujo continuo de aceite elimina el abrasivo gastado y los materiales. Si este material no se recoge, acaba causando un desgaste excesivo de las barretas. Esto afectará también al acabado del material. Un buen acabado solo puede ser alcanzado con aceite limpio y la lubricidad adecuada.

El mayor campo de aplicación del bruñido es el de las superficies cilíndricas interiores y exteriores, dando lugar al bruñido de interiores y al bruñido de exteriores.

### Bruñido de interiores
La herramienta consiste en una especie de escariador de diámetro graduable y provisto de piedras abrasivas denominado bruñidor. Este bruñidor se fija al husillo de la bruñidora. Es necesario colocarlo de forma coaxial por medio de un cabezal pendular. Al bruñir se producen dos movimientos que se solapan: 
1. Movimiento giratorio de la herramienta bruñidora [Vu]. Velocidad: 15-90m/min.
2. Movimiento lineal (de sube y baja) de la herramienta bruñidora [Va] .

Con estos dos movimientos se evita que un mismo grano repita la misma trayectoria sobre la superficie. Al producirse el cambio de sentido de la carrera se obtienen las marcas típicas en estrías cruzadas con el ángulo de estrías cruzadas [α].
{\displaystyle V_{s}={\sqrt {V_{u}^{2}+V_{a}^{2}}}\,\!}
Donde Vu es la velocidad periférica, Va es la velocidad axial y Vs es la velocidad de corte.
{\displaystyle {\frac {\alpha }{2}}=\arctan {\frac {V_{a}}{V_{u}}}\,\!}
Donde α es el ángulo de estrías cruzadas.
Se suele utilizar líquido de corte como medio lubricante (80% de petróleo y 20% de aceite universal) enviado con chorro fuerte.

### Bruñido de exteriores
En este caso la pieza se sujeta entre puntos y se la hace girar mientras la herramienta realiza un movimiento longitudinal oscilatorio variable. Con estos dos movimientos volvemos a evitar que un mismo grano repita la misma trayectoria sobre la superficie, como en el caso del bruñido interior. 

## Ventajas del proceso
Las ventajas que se pueden obtener del proceso de bruñido son las siguientes:
- Buen acabado superficial (0,63-0,04 µm).
- Se produce un endurecimiento superficial debido a las dislocaciones generadas por la deformación.
- Se pueden obtener tolerancias estrechas y precisiones de IT1-IT0.
- Mejora las propiedades mecánicas de la pieza, logrando alargar su vida útil. Aumenta la resistencia al desgaste, ya que en el bruñido se igualan las crestas y los valles.
- Corrige los defectos que se hayan podido producir en las operaciones previas de maquinado, como pueden ser cilindridad, redondez, planicidad, etc.
- Las piezas de las herramientas son intercambiables; además, el mantenimiento resulta sencillo y fácil, en cuanto que el cambio de herramienta se realiza de forma rápida, dando lugar a un ahorro de tiempo y un aumento de productividad.
- Reducir la rugosidad, eliminando las crestas dejadas por operaciones de mecanizado previo, eliminando los puntos donde se inician las grietas de fatiga y la corrosión.
- Inducir un estado de tensiones fuertemente compresivo en las capas más externas del material, dificultando la propagación de las grietas de la fatiga que deberían superar el campo de tensiones compresivas para poder crecer.
- Permitir una superficie que favorezca la formación de la película lubricante de aceite durante el funcionamiento del motor.

## Materiales
Los materiales utilizados en el proceso de bruñido son:
- Materiales no ferrosos:

Aleaciones de aluminio, aleaciones de cobre, aleaciones de titanio, aleaciones de magnesio.
- Materiales ferrosos:

Aceros al carbono, aceros aleados, aceros inoxidables, aceros de herramientas, aleaciones de níquel, aleaciones de tungsteno.

## Costes económicos
El bruñido es un proceso de fabricación relativamente caro; solo puede justificarse para aplicaciones que requieran una alta precisión. Los costes del proceso de bruñido se dividen entre el 90% del coste de operario por pieza y el 10% del desgaste del abrasivo por pieza. El coste total se calcula utilizando el ciclo de tiempo, porcentaje de desgaste de abrasivo, coste del operario y coste del abrasivo.